# Ancistrosoma melolonthoides
Ancistrosoma melolonthoides är en skalbaggsart som beskrevs av Sallé 1886. Ancistrosoma melolonthoides ingår i släktet Ancistrosoma och familjen Melolonthidae. Inga underarter finns listade i Catalogue of Life.